# Reiterleskapelle

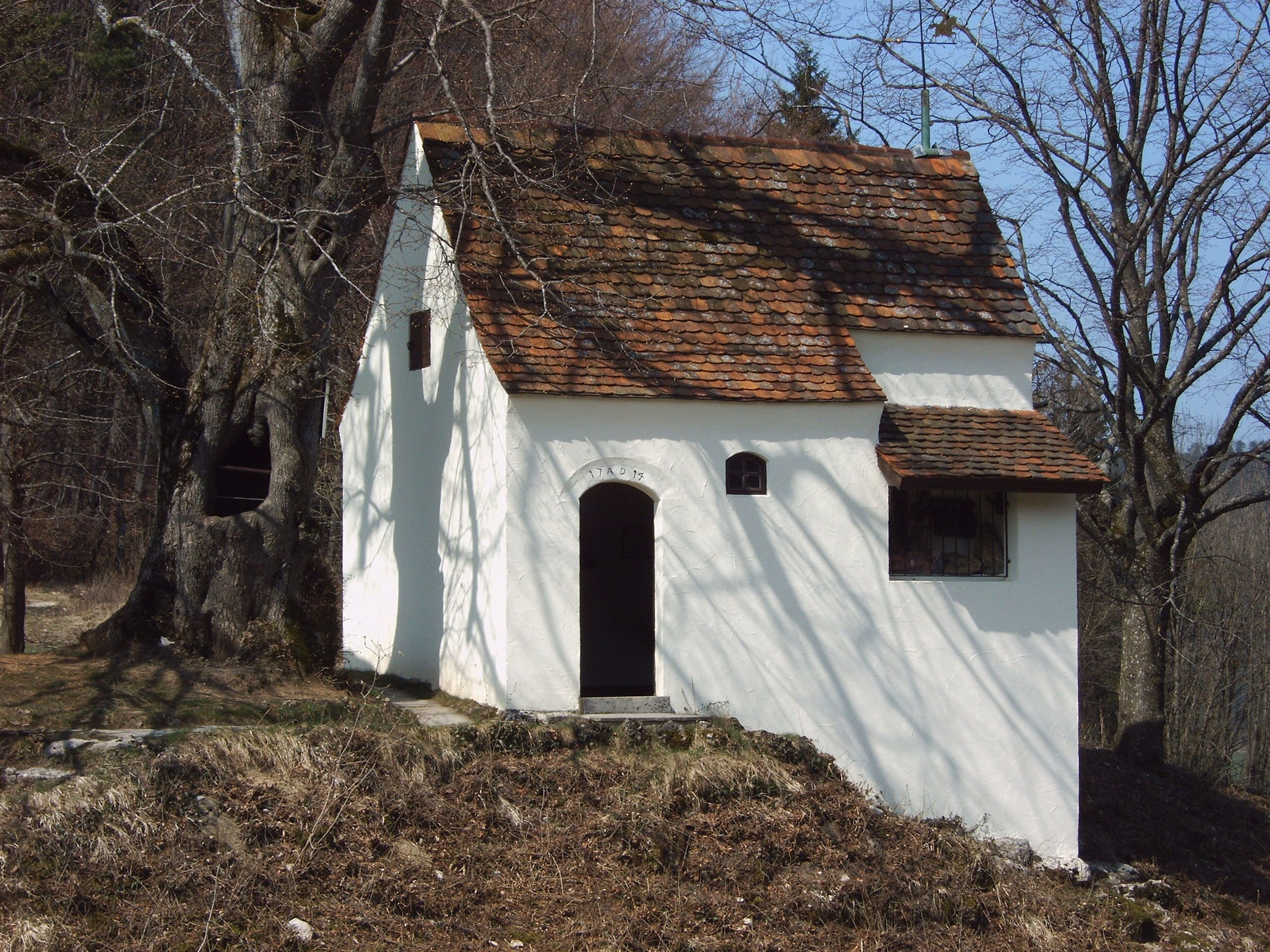
Die Reiterleskapelle von 1714

Die Reiterleskapelle (auch Reiterles Kapelle oder Reiterles-Kapelle, seltener St. Leonhardskapelle, früher auch Reuterleskapelle) ist eine dem heiligen Leonhard geweihte Kapelle auf der Passhöhe zwischen Rechbergle (Schwarzhorn) und Graneggle auf der Schwäbischen Alb. Die oberhalb des Weilers Tannweiler stehende Kapelle gilt als markantes Wahrzeichen der Gemeinde Waldstetten und ist ein populäres Ausflugsziel.

## Geografische Lage

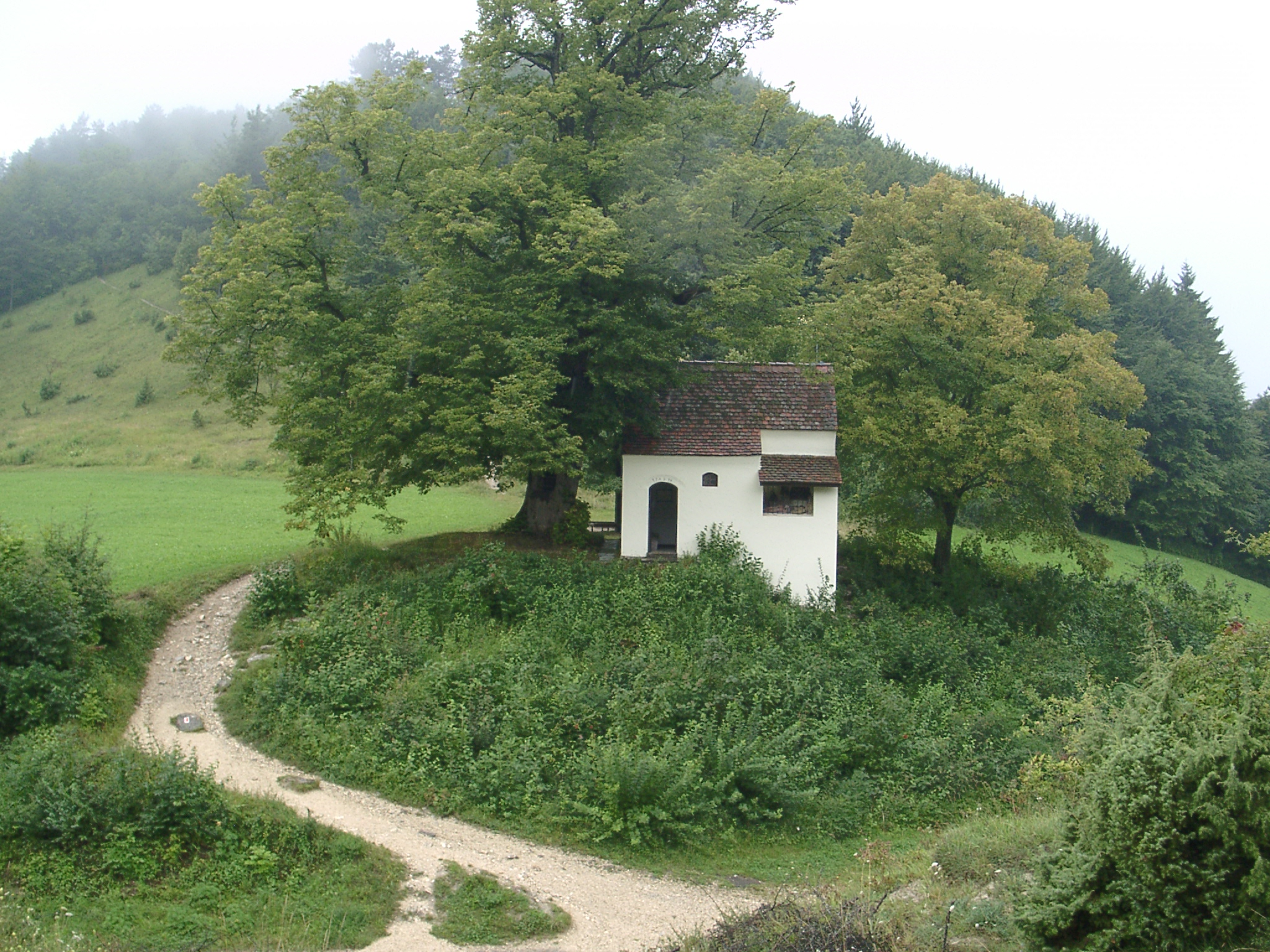
Reiterleskapelle und Linde bilden eine Einheit. Im Hintergrund das Rechbergle

Die Kapelle liegt südlich von Tannweiler und ca. 2 km östlich von Wißgoldingen auf 642 m Höhe. Sie steht auf einem Bergsattel zwischen dem 691 m hohen Rechbergle und dem Graneggle, einem Ausläufer des 781 m hohen Kalten Feldes, und bildet zusammen mit der Sommer-Linde daneben eine markante Begrenzung zwischen dem Christental und dem nach Weilerstoffel und Waldstetten hinabgehenden Tal.
Wenige Meter südlich der Reiterleskapelle verläuft die Grenze zwischen dem Ostalbkreis und dem Landkreis Göppingen.

## Geschichte

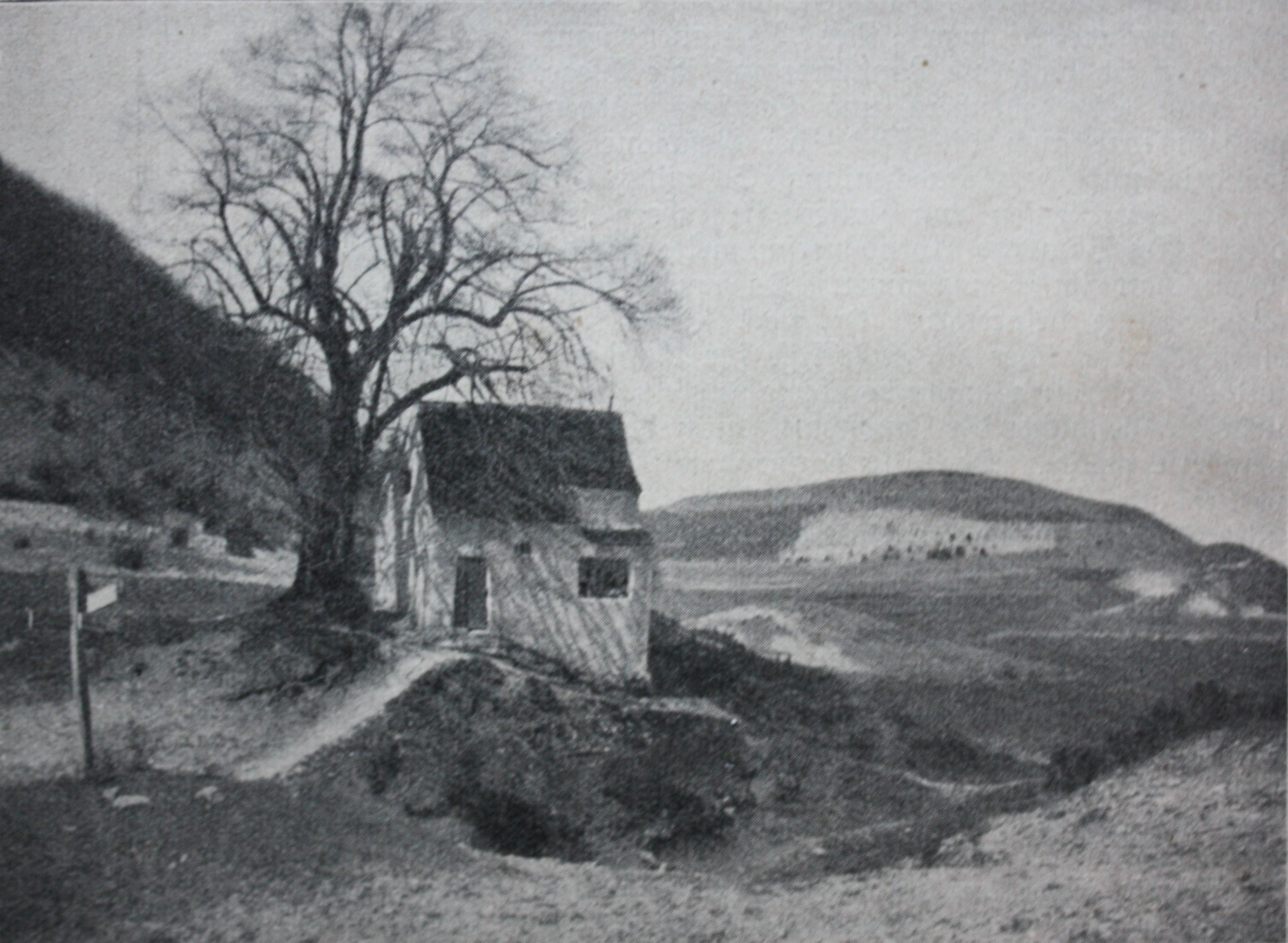
Reiterleskapelle um 1912, im Hintergrund der Stuifen

Laut der im Türsturz eingemeißelten Jahreszahl wird die Erbauung der Kapelle für das Jahr 1714 angenommen. Für eine frühere Entstehung der Kapelle in der ersten Hälfte des 17. Jahrhunderts spricht das geschätzte Alter der neben der Kapelle stehenden Linde sowie die Entstehungssage (für beides siehe weiter unten). Dass der damals auf dem sogenannten „Reiterleshof“ („des Bauern Reuterle Hof“) in Tannweiler ansässige Bauer die Kapelle errichten ließ, ist nicht gesichert. Die Kapelle ist dem heiligen Leonhard als Schutzpatron der Bauern und des Viehs, besonders der Pferde, geweiht. Über den Beweggrund und die Baugeschichte ist ebenfalls nichts Gesichertes überliefert. Der damalige Gmünder Stadtarchivar Albert Deibele äußerte sich zur Entstehung der Kapelle:

„Man kennt ihn nicht. Die Jahreszahl 1714 über den Türeingang läßt nur wenige Schlüsse zu. Wahrscheinlich ist es ein schlichter Bauersmann aus dem nahen Tannweiler; denn dort leben ja heute noch die ‚Reuterles‘. […] Sicherlich sind Bauwerk und Bildwerk mit wenig Kunstfertigkeit, aber mit viel Liebe und Glauben und feiner Einfühlung in die Landschaft geschaffen worden.“

Für kurze Zeit soll die Kapelle infolge einer Erbschaft zum benachbarten Christentalhof gehört haben.
Für die Namensherkunft gibt es verschiedene Erklärungen. Eine lautet, „der Name Reiterleskapelle mag von Leonhardsritt oder daher kommen, daß die Kapelle als Reiterle im Sattel zwischen Rechbergle u. Graneggle liegt.“ Die These von der Übertragung des offiziellen Namens des Stifters Reiter oder Reuter – im letzteren Fall durch eine Lautverschiebung – auf die Kapelle wurde Mitte der 1990er-Jahre widerlegt. Weitere mögliche Erklärungen bestehen in der Übertragung des Hausnamens des Bauern des „Reiterleshofs“ auf die Kapelle und im Zusammenhang mit der Sage des „wilden Reiters Roth“.
Beim Erdbeben auf der Schwäbischen Alb am 16. November 1911 wurde das Mauerwerk der kleinen Kapelle erheblich in Mitleidenschaft gezogen. Allerdings wurde in zeitgenössischen Publikationen der Schaden auch auf das Wurzelwerk der Linde zurückgeführt. Ab 1912 wurde sie vom Schwäbischen Albverein in Zusammenarbeit mit dem Gmünder Bezirksausschuss für Natur- und Heimatschutz mit Hilfe von Spendengeldern wieder instand gesetzt. Eine grundlegende Sanierung musste 1957 erfolgen, nachdem die Kapelle akut einsturzgefährdet war. Dabei wurde der Innenraum entsprechend den Vorstellungen der Sakralarchitektur der Nachkriegszeit gestaltet. Eine weitere Renovierung fand 2014 statt.
Ab Herbst 1933 fanden Feldgottesdienste der Schönstatt-Bewegung bei der Linde statt. Zudem wurde das Bild der „Dreimal wunderbaren Mutter von Schönstatt“ regelmäßig zur Passhöhe gebracht. Die Schönstatt-Bewegung brachte 1934 auch das MTA-Zeichen an der Stirnseite der Kapelle an.
Die jetzt vor der St.-Patrizus-Kapelle in Weilerstoffel abgehaltene Pferdesegnung an Christi Himmelfahrt fand ursprünglich vor der Reiterleskapelle statt.
Im Vorfeld des 300-Jahr-Jubiläums gab die Gemeinde Waldstetten, die bei der Kreisreform 1973 die Kapelle vom Landkreis Schwäbisch Gmünd übernommen hatte, im September 2013 bekannt, dass der Innenraum der Kapelle in Zusammenarbeit mit dem Landesdenkmalamt Baden-Württemberg neugestaltet werden soll. Am 19. September 2013 gründete sich zudem ein Freundeskreis für die Kapelle.

### Linde
Das Alter der bei der Reiterleskapelle stehenden Sommer-Linde wurde um 1954 nach forstmännischer Schätzung auf 350 Jahre bestimmt. Sie ist somit rund hundert Jahre älter als die heutige Kapelle. Sie dürfte um 1600 gepflanzt worden sein, um an diesem markanten Punkt als Wegweiser („Zeiglinde“) zum Christentalpass zu dienen.
1945 sollten die Linde gefällt werden und das Holz als Panzersperre auf dem Pass dienen. Dies konnte durch Intervention eines örtlichen Bauern verhindert werden.
Sie ist als besonderes Naturdenkmal im Gebiet des Kalten Feldes ausgewiesen.

## Baubeschreibung

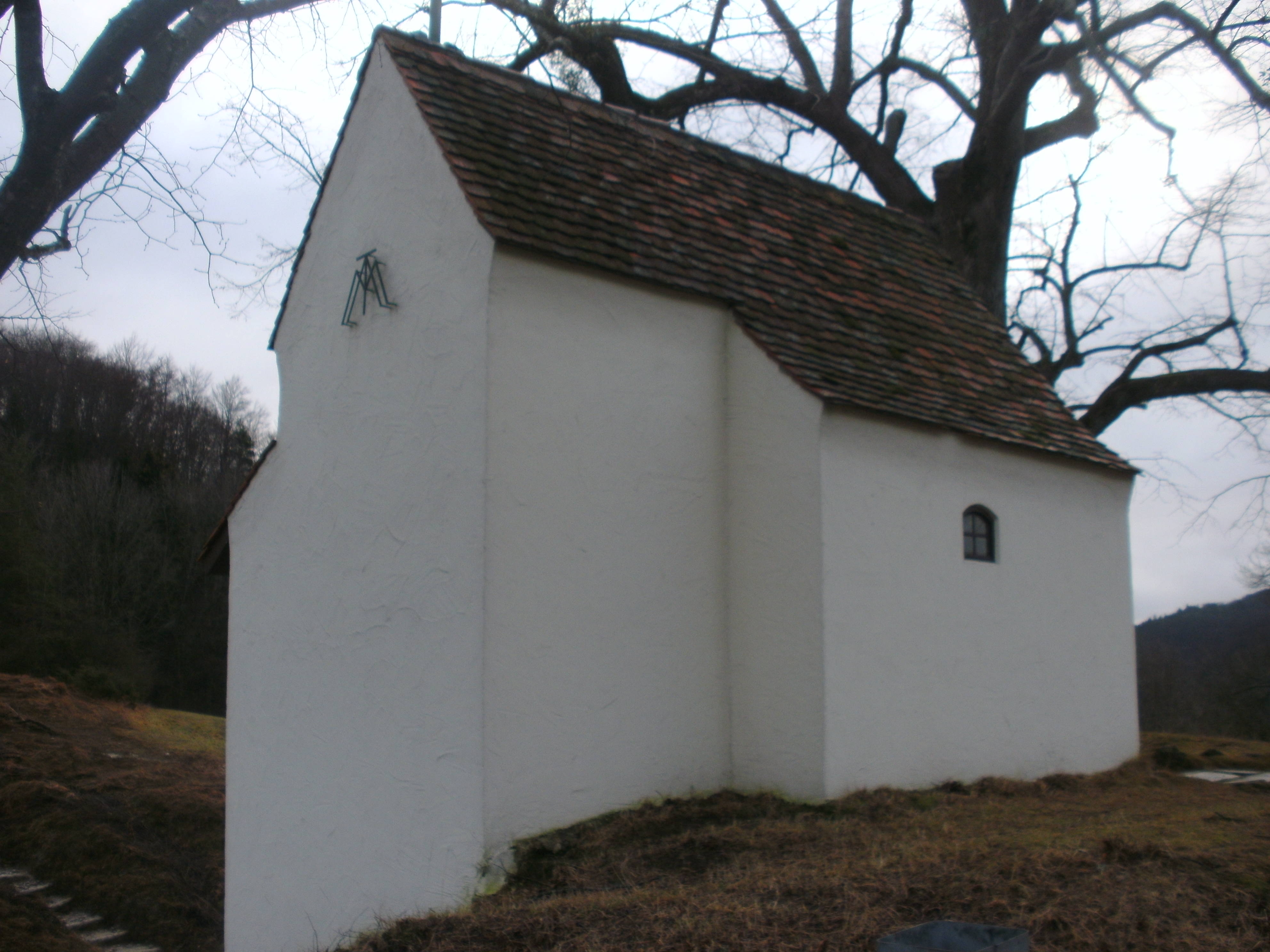
Die Nordfassade der Reiterleskapelle mit dem MTA-Symbol

Der Südgiebel der Kapelle findet an der Linde einen optischen Halt, während der Chor genordet ist. Dadurch steht der Dachfirst quer zum Kamm der Bodenwelle.
Die kleine, ihrer handwerklichen Gestaltung nach zweckbestimmte Kapelle ist im Andachts- und Chorraum aus Kalkbruchsteinen des umliegenden Weißen Jura gemauert, an der durch das Gelände bedingten höheren Nordostecke mit Anlauf.
Innen wie außen ist das Mauerwerk bestochen, gescheibt und geweißelt. Über der Eingangstür ist die Jahreszahl 1714 angebracht.
Die beiden Fenster bilden von innen eine raumerweiternde Nische. Die Kapelle besitzt im Innenraum eine Grundfläche von zwölf Quadratmetern.
Der Dachstuhl bildet mit 52° Neigung ein Sparrendach aus gewachsenen Hölzern. Die Wetterfahne auf dem Dachfirst zeigt einen Reiter, der im Volksmund mit der Sage in Zusammenhang gebracht wird.
An der Stirnseite befindet sich das gusseiserne MTA-Zeichen der Schönstatt-Bewegung, an der Ostfassade eine eingelassene, aus Figuren gebildete Ölberggruppe.

## Ausstattung

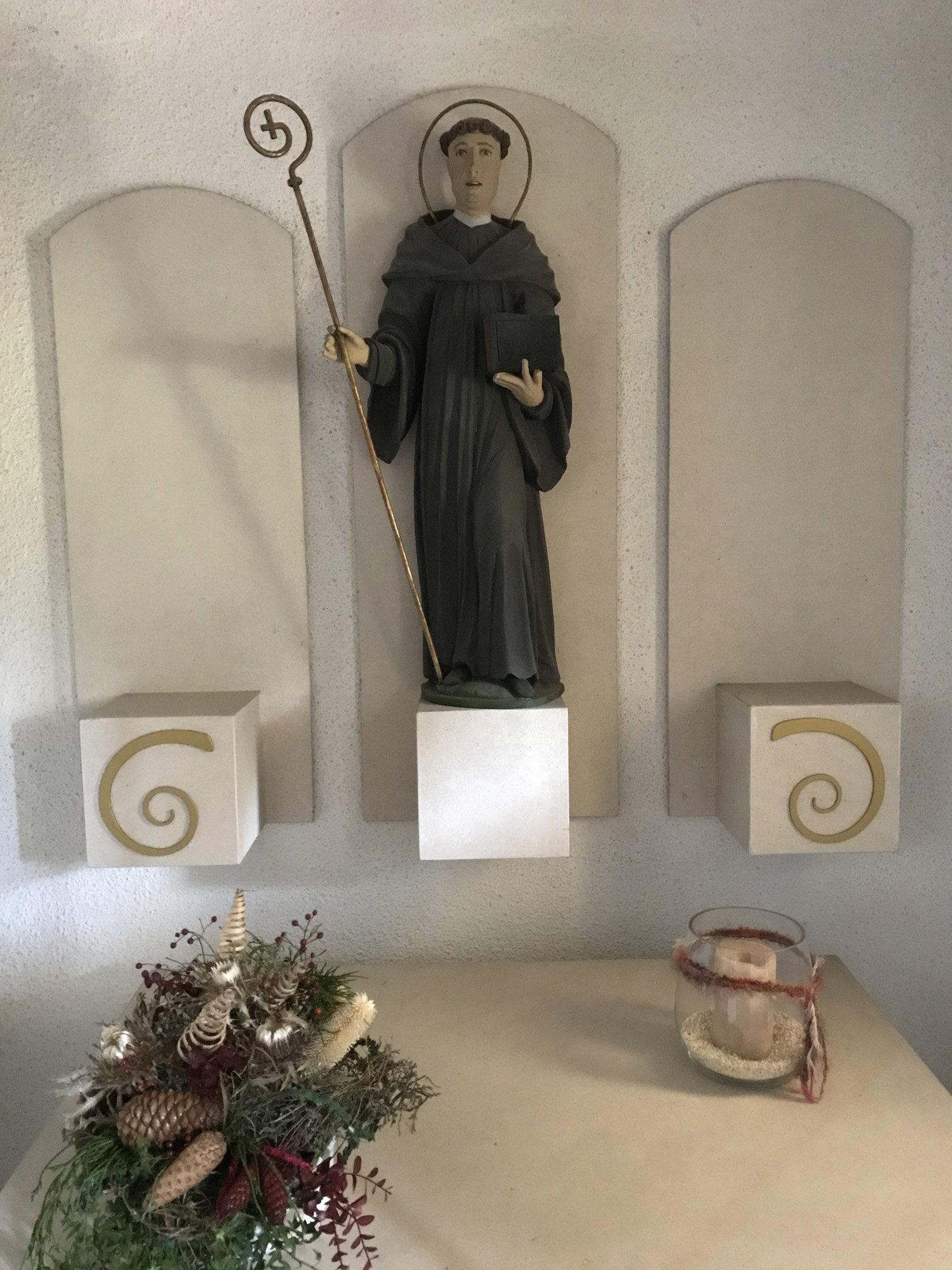
Statue des heiligen Leonhard

Der Innenraum ist schlicht gehalten. Im Altarraum steht eine Statue des Patrons der Kapelle, des heiligen Leonhard von Limoges, unter anderem Schutzpatron der Pferde. Er ist ausgestattet mit den Attributen Abtstab und Buch.
1988 wurden aus der Kapelle die barocken Heiligenfiguren von St. Johannes, St. Antonius und St. Georgius gestohlen. Daraufhin wurde der Altarraum vergittert.

## Sage von der Reiterleskapelle
Nach dem Begräbnis des Hauptmanns Joachim Berchtold von Roth († 20. Februar 1621) aus Winzingen, bei dem sich der Verstorbene als kleiner, grüner Geist gezeigt hat, befand sich der wohlhabende Bauer Reuterle zu später Stunde auf dem Heimweg vom Leichenschmaus, als kurz vor Tannweiler plötzlich Roth auf einem kopflosen Pferd an ihm vorbeistürzte, begleitet von einer großen Meute kopfloser Hunde. Reuterle grüßte – zutiefst erschrocken – den Geist, den er zu Lebenszeiten gut gekannt und dem er oft aus Geldverlegenheiten geholfen hatte. Dieser brüllte darauf: „Würde ich dich nicht kennen, zu Zunder und Fetzen zerrisse ich dich!“ Anschließend stürmte die Geisterschar über den Heldenberg weiter und Reuterle fiel in Ohnmacht. Als er im Morgengrauen wieder erwachte, betete er und gelobte beim Klang der Wißgoldinger Kirchenglocken, für die Seelenruhe des Freiherrn von Roth eine Kapelle zu bauen.

## Sonstiges
Die Kapelle steht am Schnittpunkt mehrerer Wanderwege des Schwäbischen Albvereins. Die Reiterleskapelle ist auch eine Station des 2003 eingerichteten regionalen Wanderwegs Glaubenswege und des 2008 eröffneten Jakobswegs Göppingen, für den im August 2013 eine Stempelstelle in der Kapelle eingerichtet wurde.
Eine Etappe des Albmarathons, eines 50-km-Ultramarathons, führt ebenfalls an der Kapelle vorbei.